# Куль (міра)
Куль — застаріла міра кількості сипких речовин, мішок, об'ємом у чверть. В Україні ця міра застосовувалася на Гетьманщині у XVIII столітті, зокрема, для визначення кількості борошна.  В залежності від місцевості та складу сипких речовин маса куля коливалася від 7 пудів 20 фунтів (приблизно 120 кг) до 8 пудів 20 фунтів (приблизно 136 кг).
Припускається, що в Україну куль прийшов з Литви, де в XVI столітті використовувався як міра зернового хліба.